# Rosa woodsii
Rosa woodsii — вид рослин з родини розових (Rosaceae); поширений в Північній Америці від півдня Аляски й Канади до півночі Мексики.

## Опис

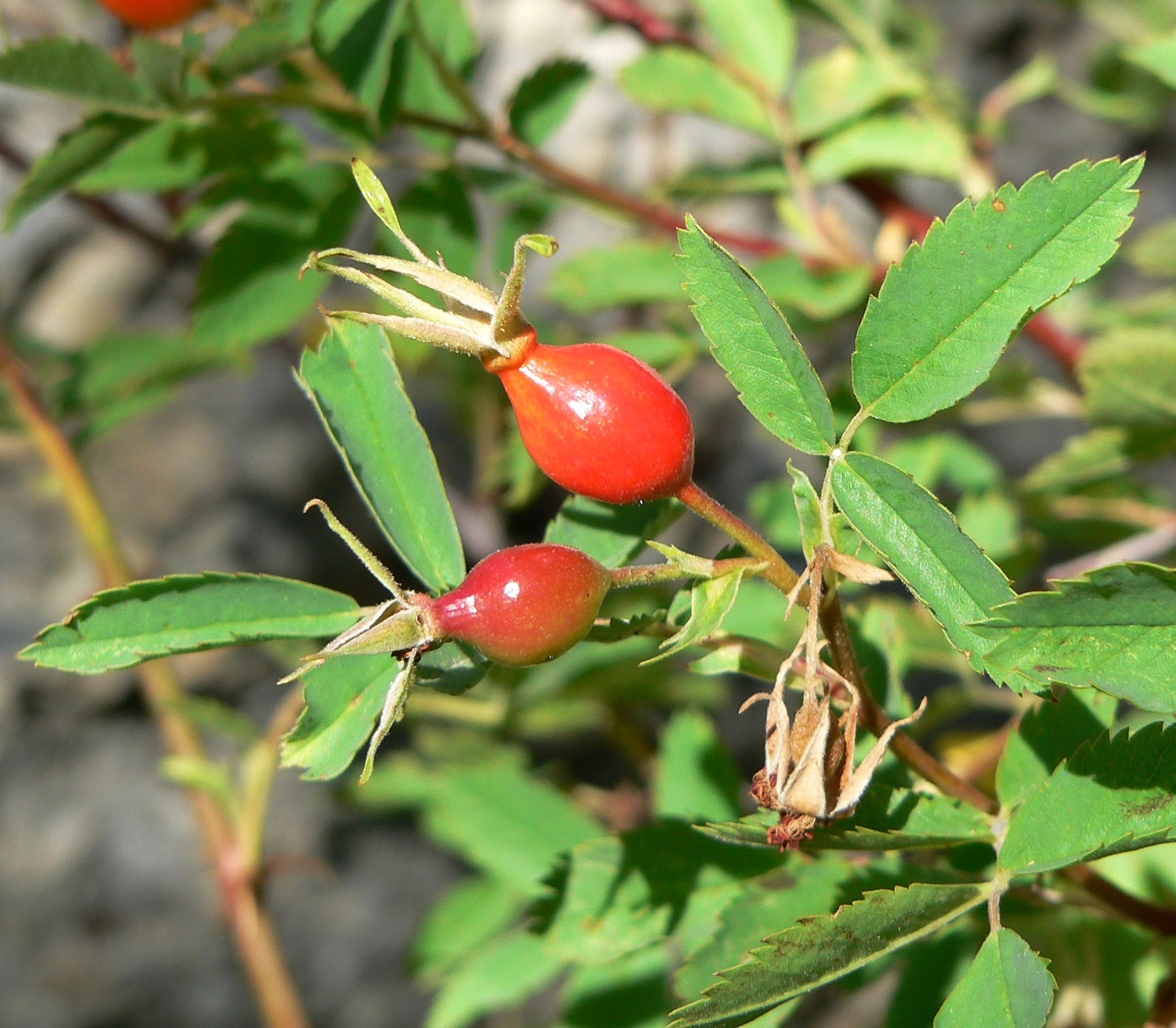
листки й плоди шипшини

Кущ, утворює зарості або ± відкриті скупчення. Стебла прямовисні, від тонких до товстих, 2–20(50) дм, щільно або відкрито гіллясті. Кора темно-червона, гола. Підприлисткові колючки, як правило, парні, іноді відсутні, прямовисні або вигнуті до гачкових, зазвичай шилоподібні, товсті, (0.5)2–7(13) × 1–5 мм; міжвузлові колючки, як правило, рідкісні до щільних. Листки 2.5–8(12) см. Прилистки (6)9–16(25) × 2–5 мм. Ніжки й ребра з рідкими або відсутніми колючками. Листочків 5–7(9); ніжки 3–12 мм; пластинки обернено-яйцюваті, еліптичні або яйцюваті, рідко серцеподібні, (6)12–35(40) × 6–20(26) мм, основа клиноподібна, рідко тупа, поля зубчасті, верхівка гостра або тупа, низ блідо-зелений, голий, іноді запушений, не залозистий чи іноді залозистий, верх зелений чи рідко сизий, тьмяний, голий. Суцвіття — як правило, волоті, іноді щитки або поодинокі квіти, 1–10(25+)-квіткові. Квітки діаметром (2)3–3.5(5) см. Чашолистки розлогі, яйцювато-ланцетні, 8–15(21) × 1.5–2.5 мм, кінчик 4–6 × 0.3–1(2) мм, краї зазвичай цілісні. Пелюстки поодинокі, від рожевих до глибоко-трояндових, 15–20(25) × 15–20(25) мм. Плоди шипшини червоні, оранжево-червоні або пурпурувато-червоні, кулясті, стиснено-кулясті, яйцюваті, довгасті або глекоподібні, 6–13(16) × 5–12(15) мм, м'ясисті, зазвичай голі, не залозисті, шийка (0)1–2 × 3–4(7) мм; чашолистики стійкі від висхідних до випростаних. Сім'янок 15–40, від жовтувато-коричневих до темно-жовтувато-коричневих, (3.5)4–5(6) × 2–4 мм.

## Поширення
Широко зростає в Північній Америці від півдня Аляски й Канади до півночі Мексики.